# 発熱体
発熱体（はつねつたい）とは、電気を熱（ジュール熱）へ変換する物質のことである。
多くの発熱体では、ニクロム80/20（80%ニッケル、20%クロム）でできたワイヤーやリボン、ストリップを用いている。ニクロム80/20は発熱体としては理想的な材料である。なぜなら比較的高い抵抗を持ち、最初に加熱されるとクロム酸化物の付着層を形成するからである。この層より下にある物質は酸化されないため、ワイヤーを守ることができる。
- 抵抗線：直線状やコイル状のワイヤーやリボンで、トースターやヘアドライヤーなどに用いられている。一般的なワイヤーを以下に示す。
  - カンタル（英語版） (FeCrAl) ワイヤー
  - ニクロム 80/20ワイヤー
  - 白銅 (CuNi) 合金（低温用に用いられる）
- 二ケイ化モリブデン（MoSi2、ケイ化モリブデン）
- Alドープ二ケイ化モリブデン、Mo(Si,Al)2
- 炭化ケイ素
- 白金

発熱体であるニッケルクロム線や鉄クロム線を腐食雰囲気や水中で使用できるように作られたのが発熱管、シーズヒーターである